# Khenpo Gangshar
Khenpo Gangshar Wangpo (né en 1925-1980 ?) est un lama du Tibet oriental et l'un des principaux enseignants de Chögyam Trungpa Rinpoché et du 9e Thrangu Rinpoché. Khenpo Gangshar a été formé au monastère de Shechen, un centre monastique établi à la fin du XVIIe siècle et faisant partie de la lignée Mindröling dans la tradition Nyingma du bouddhisme tibétain.
Khenpo Gangshar était un enseignant principal de Trungpa Rinpoché depuis l'âge de 13 ans jusqu'à présider les examens de diplôme kyorpön et khenpo de Trungpa Rinpoché à la fin de 1957. Il était également qualifié de "saint fou". Plusieurs récits font référence à une maladie grave qui l'a transformé d'un moine calme en un enseignant non conventionnel qui a renoncé à ses vœux, est entré dans une relation amoureuse et a souvent agi de manière étrange ou outrageante. Pema Chödrön attribue à Khenpo Gangshar des enseignements tels que "méditer sur tout ce qui provoque du ressentiment".

## Biographie
Selon Chögyam Trungpa dans son récit dans Né au Tibet, Gangshar Rinpoché a été instruit par Jamgon Kongtrul le Second du Monastère de Shechen. Cela a commencé lorsque le père de Gangshar est mort et que sa mère est devenue nonne. Kongtrul l'a ensuite élevé comme son fils spirituel et il est devenu l'un des six professeurs principaux du monastère de Shechen. Trungpa Rinpoché décrit leur première visite à l'âge de 13 ans, lorsque ses études devaient commencer à Shechen et qu'une transmission de Rinchen Terzod de six mois a commencé. Khenpo Gangshar a été désigné comme son premier tuteur et, après avoir terminé le cycle de Rinchen Terzod, Trungpa (avec environ 100 autres moines) a rejoint un programme de séminaire que dirigeait Khenpo Gangshar, assisté de cinq kyorpöns.
Lorsque Trungpa a dû retourner à Surmang plus tôt que prévu pour assumer des responsabilités à la fin de 1956 (à cause du décès d'un lama senior), il a demandé à Gangshar de venir à Surmang en tant que tuteur et de diriger le programme du séminaire de Surmang, ce à quoi il consentit. Selon Trungpa, à l'automne 1957 et à la lumière de l'évolution des temps au Tibet, Khenpo Gangshar a institué des changements radicaux au séminaire. Il a ouvert la gamme complète de l'instruction à tous les laïcs - y compris les femmes - et a demandé aux ermites avec des vœux de réclusion à vie de retourner au monastère pour aider à enseigner,.
Il était tout à fait remarquable à l'époque qu'un professeur Nyingma soit invité à servir de doyen fondateur d'un shedra Kagyu (collège monastique), mais Khenpo Ganshar est surtout connu pour une année d'enseignement particulièrement profond et concis après sa mort apparente.
Deux ans après son arrivée au monastère de Surmang, Gangshar Rinpoché tomba gravement malade et mourut apparemment (selon les traditions Nyingma et Kagyu, il mourut en fait). Alors que son corps reposait en samadhi, Trungpa Rinpoché veillait. À un moment donné, le mouvement de Trungpa a provoqué une légère brise, qui a ravivé Khenpo Gangshar. Au cours de l'année suivante, il a fait preuve d'une personnalité sensiblement différente (par exemple, en prenant une épouse), dormant rarement, voire jamais, et a enseigné habilement et de manière unique à chaque personne qu'il rencontrait l'essence racine du bouddhadharma en soulignant la nature de l'esprit (Dzogchen, Mahamoudra). Puis, un jour, il annonça qu'il avait achevé l'œuvre pour laquelle il était revenu d'entre les morts ; revenant à sa personnalité et à sa routine normales, il a continué comme doyen du shedra de Surmang jusqu'à son emprisonnement par les troupes chinoises d'invasion. 
On a dit à l'époque qu'il était mort en prison entre 1958 et 1961, mais il a également été rapporté qu'il avait survécu à 22 ans d'emprisonnement et qu'il était décédé en 1980 ou 1981.